# Addis-Abeba-Abkommen (2013)
Das Addis-Abeba-Abkommen von 2013 ist ein Abkommen zwischen elf zentral- und südafrikanischen Ländern über die Situation im Osten der Demokratischen Republik Kongo.
Bei einem Treffen bei der Afrikanischen Union in Addis Abeba unterzeichneten am 24. Februar 2013 die Staatschefs oder Stellvertreter dieser elf Staaten der Region, einschließlich der Demokratischen Republik Kongo, Ruandas und Ugandas, sowie als Zeugen der UN-Generalsekretär Ban Ki-moon, die Kommissionspräsidentin der Afrikanischen Union Nkosazana Dlamini Zuma und der SADC-Präsident Armando Emílio Guebuza ein auf die Situation im Ostkongo bezogenes Rahmenabkommen, nach eigener Bezeichnung für „Friede, Sicherheit und Zusammenarbeit“ (« accord-cadre pour la paix, la sécurité et la coopération »), mit dem die jeweiligen Staaten eine Respektierung ihrer Grenzen und die Nichtunterstützung bewaffneter Gruppen erklärten. Das Abkommen gilt als mögliche weitere Anbahnung der Entsendung einer Eingreiftruppe zur militärischen Bekämpfung der Bewegung 23. März (M23). Das rein zwischenstaatliche Abkommen ist ohne Einbeziehung der M23 oder sonstiger bewaffneter oder zivilgesellschaftlicher Gruppen zustande gekommen. Der Journalist Dominic Johnson bewertete diesen Schritt so, dass damit die Verhandlungen in Kampala ihren Wert verloren hätten.
In Folge des Abkommens kam es zu Kämpfen innerhalb der M23 zwischen der Fraktion Sultani Makengas und der Fraktion um den ehemaligen Stabschef des Nationalkongresses zur Verteidigung des Volkes, Bosco Ntaganda, und den politischen Präsidenten der M23, Bischof Jean-Marie Runiga Lugerero.